# Nikolaj Giorgobiani
Nikolaj Badrievič Giorgobiani (in russo Николай Бадриевич Гиоргобиани?; Soči, 16 luglio 1997) è un calciatore russo, centrocampista del Fakel Voronež.

## Caratteristiche tecniche
È un trequartista

## Carriera
Ha esordito in Prem'er-Liga il 13 luglio 2019 disputando con l'Ufa l'incontro perso 3-2 contro l'Ural.

## Statistiche
Statistiche aggiornate al 18 agosto 2019.

### Presenze e reti nei club
| Stagione        | Squadra            | Campionato      | Campionato | Campionato | Coppe nazionali | Coppe nazionali | Coppe nazionali | Coppe continentali | Coppe continentali | Coppe continentali | Altre coppe | Altre coppe | Altre coppe | Totale | Totale | Totale |
| Stagione        | Squadra            | Comp            | Pres       | Reti       | Comp            | Pres            | Reti            | Comp               | Pres               | Reti               | Comp        | Pres        | Reti        | Pres   | Reti   |        |
| --------------- | ------------------ | --------------- | ---------- | ---------- | --------------- | --------------- | --------------- | ------------------ | ------------------ | ------------------ | ----------- | ----------- | ----------- | ------ | ------ | ------ |
| 2016-2017       | Soči               | PPF             | 24         | 3          | CR              | 0               | 0               |                    | -                  | -                  |             | -           | -           | 24     | 3      |        |
| 2017-2018       | Armavir            | PPF             | 31         | 5          | CR              | 2               | 0               |                    | -                  | -                  |             | -           | -           | 33     | 5      |        |
| 2018-2019       | Čajka Pesčanopskoe | 2D              | 23         | 2          | CR              | 3               | 1               |                    | -                  | -                  |             | -           | -           | 26     | 3      |        |
| 2019-2020       | Ufa                | PL              | 5          | 0          | CR              | 0               | 0               |                    | -                  | -                  |             | -           | -           | 5      | 0      |        |
| Totale carriera | Totale carriera    | Totale carriera | 83         | 10         |                 | 5               | 1               |                    | -                  | -                  |             | -           | -           | 88     | 11     |        |